# Paratimea
Paratimea is een geslacht van sponsdieren uit de klasse van de Demospongiae (gewone sponzen).

## Soorten
- Paratimea alijosensis Austin, 1996
- Paratimea arbuscula (Topsent, 1928)
- Paratimea azorica (Topsent, 1904)
- Paratimea constellata (Topsent, 1893)
- Paratimea duplex (Topsent, 1927)
- Paratimea galaxa de Laubenfels, 1936
- Paratimea globastrella van Soest, Kaiser & Van Syoc, 2011
- Paratimea loennbergi (Alander, 1942)
- Paratimea loricata (Sarà, 1958)
- Paratimea oxeata Pulitzer-Finali, 1978
- Paratimea pierantonii (Sarà, 1958)